# Svetovno prvenstvo v biatlonu 1990
Svetovno prvenstvo v biatlonu 1990 je osemindvajseto svetovno prvenstvo v biatlonu, ki je potekalo med 20. februarjem in 18. marcem 1990 v Minsku, Sovjetska zveza, Oslu, Norveška in Kontiolahtiju, Finska, v štirih disciplinah za moške in ženske. Na treh prizoriščih je potekalo zaradi neugodnih vremenskih razmer.

## Dobitniki medalj

### Moški
| Disciplina | Zlato                                                                                  | Zlato     | Srebro                                                                       | Srebro    | Bron                                                                               | Bron      |
| 10 km      | Mark Kirchner                                                                          | 25:48,9   | Eirik Kvalfoss                                                               | 25:59,8   | Sergej Čepikov                                                                     | 26:20,9   |
| 20 km      | Valerij Medvedcev                                                                      | 1:06:39,7 | Sergej Čepikov                                                               | 1:07:03,0 | Anatolij Ždanovič                                                                  | 1:08:39,2 |
| 4 x 7,5 km | Italija · Pieralberto Carrara · Wilfried Pallhuber · Johann Passler · Andreas Zingerle | 1:30:54,7 | Francija · Christian Dumont · Xavier Blond · Hervé Flandin · Thierry Gerbier | 1:33:08,8 | Vzhodna Nemčija · Frank Luck · André Sehmisch · Mark Kirchner · Birk Anders        | 1:34:02,2 |
| ekipno     | Vzhodna Nemčija · Raik Dittrich · Mark Kirchner · Birk Anders · Frank Luck             | 1:04:24,1 | Češkoslovaška · Tomáš Kos · Ivan Masařík · Jiří Holubec · Jan Matouš         | 1:04:36,5 | Francija · Christian Dumont · Stéphane Bouthiaux · Hervé Flandin · Thierry Gerbier | 1:05:14,2 |

### Ženske
| Disciplina | Zlato                                                                                        | Zlato     | Srebro                                                                           | Srebro    | Bron                                                                             | Bron      |
| 7,5 km     | Anne Elvebakk                                                                                | 27:12,8   | Svetlana Davidova                                                                | 27:16,1   | Elin Kristiansen                                                                 | 27:44,9   |
| 15 km      | Svetlana Davidova                                                                            | 51:53,4   | Jelena Golovina                                                                  | 53:48,2   | Petra Schaaf                                                                     | 53:54,6   |
| 3 x 7,5 km | Sovjetska zveza · Jelena Bacevič · Jelena Golovina · Svetlana Davidowa                       | 1:33:14,1 | Norveška · Grete Ingeborg Nykkelmo · Anne Elvebakk · Elin Kristiansen            | 1:34:28,0 | Finska · Tuija Vuoksiala · Seija Hyytiainen · Pirjo Mattila                      | 1:35:12,9 |
| ekipno     | Sovjetska zveza · Jelena Bacevič · Jelena Golovina · Svetlana Paramigina · Svetlana Dawidowa | 56:30,3   | Zahodna Nemčija · Irene Schroll · Daniela Hörburger · Inga Kesper · Petra Schaaf | 1:01:18,3 | Bolgarija · Nadežda Alekseva · Iva Škodreva · Marija Manolova · Cvetana Krasteva | 1:02:09,4 |

## Medalje po državah
| Poz | Država          | Zlato | Srebro | Bron | Skupaj |
| 1   | Sovjetska zveza | 4     | 3      | 2    | 9      |
| 2   | Vzhodna Nemčija | 2     | 0      | 1    | 3      |
| 3   | Norveška        | 1     | 2      | 1    | 4      |
| 4   | Italija         | 1     | 0      | 0    | 1      |
| 5   | Zahodna Nemčija | 0     | 1      | 1    | 2      |
| 5   | Francija        | 0     | 1      | 1    | 2      |
| 7   | Češkoslovaška   | 0     | 1      | 0    | 2      |
| 8   | Bolgarija       | 0     | 0      | 1    | 1      |
| 8   | Finska          | 0     | 0      | 1    | 1      |